# Marion Zimmer Bradley
Marion Eleanor Zimmer Bradley (3 de junio de 1930 - 25 de septiembre de 1999) fue una prolífica escritora de novelas de fantasía y ciencia ficción como Las nieblas de Avalón o la saga de Darkover. Si bien se destaca por su perspectiva feminista en su escritura, su popularidad se ha visto empañada póstumamente por múltiples acusaciones contra ella de abuso sexual infantil y violación por parte de dos de sus hijos, Mark y Moira Greyland, y otros.

## Biografía
Nacida en una granja en Albany, Nueva York, durante la Gran Depresión, empezó a escribir con 17 años y vendió su primera historia a Vortex, en 1952. Se casó con Robert Alden Bradley en octubre de 1949 hasta su divorcio el 19 de mayo de 1964. Tuvieron un hijo, David Robert Bradley (1950 – 2008). Durante los años 50 se introdujo en un grupo de lesbianas culturales, Las Hijas de Bilitis. Después de su divorcio, se casó rápidamente con Walter Breen en junio de 1964. Tuvieron una hija, Moira Greyland, y un hijo, Mark Greyland. Se separaron en 1979 aunque continuaron casados y mantuvieron una relación de negocios y vivieron en la misma calle alrededor de una década. Se divorciaron oficialmente el 9 de mayo de 1990, el año en que Breen fue detenido por cargos de abuso de menores.
En 1965 Bradley se graduó con una Licenciatura en Artes en la Hardin Simmons University en Abilene, Texas. Después, se mudó a Berkeley, California, para cursar estudios de posgrado en la Universidad de California, Berkeley, entre 1965 y 1967. En 1966, ayudó a fundar y nombró a la Society for Creative Anachronism y estuvo involucrada en el desarrollo de varios grupos locales, incluso en Nueva York después de su traslado a Staten Island. Su salud fue declinando hasta que murió de un ataque cardíaco en el Alta Bates Medical Center en Berkley. Fue incinerada y sus cenizas esparcidas en Glastonbury Tor, en Somerset, Inglaterra.

## Carrera literaria
Fue editora de la larga serie La Espada y las Hechiceras (Sword and Sorceress); además colaboró en algunas revistas de ciencia ficción tales como Venture Science Fiction. Animó a varios autores a escribir en sus historias sobre heroínas no tradicionales y animó sobre todo a autoras que no se atrevían a incluir mujeres en sus antologías. Mercedes Lackey fue, justamente una de los muchos autores que primero aparecieron en sus antologías. Mantuvo una larga serie de escritores en su hogar de Berkley. Bradley editó el final una semana antes de su muerte.
Creó el planeta Darkover como marco de la saga de Darkover (destaca la obra La casa de Thendara sobre las Amazonas Libres (Renunciantes)), escribiendo una gran número de novelas e historias cortas, primero ella sola y después en colaboración con otros autores, de fantasía y ciencia ficción.
Aparte de las series, sus novelas más conocidas son Las nieblas de Avalón recreación de la leyenda artúrica desde el punto de vista femenino (en el que la narración corre a cargo de Morgana le Fay) y La antorcha historia de la guerra de Troya narrada por Casandra (siempre sus protagonistas femeninas fuera del considerado rol clásico de la mujer). En 1990 junto con Julian May y André Norton escribió El Trillium Negro, novela en la que tres princesas deben encontrar la mágica flor del trillium negro. Con los seudónimos de Morgan Ives, Miriam Gardner, John Dexter y Lee Chapman, produjo en los años 60 una serie de novelas de tema gay y lésbico, que llegó incluso a ser considerado pornográfico. En el año 2000 le fue otorgado póstumamente el World Fantasy Award por el conjunto de su carrera.

## Acusaciones de abuso sexual infantil
En 2014, su hija, Moira Greyland, la acusó de abuso sexual desde los 3 a los 12 años. En un correo electrónico a The Guardian, Greyland dijo que no había hablado antes porque:
Pensé que los fanáticos de mi madre se enojarían conmigo por decir algo en contra de alguien que había defendido los derechos de las mujeres y había hecho que muchas de ellas sintieran de manera diferente sobre sí mismas y sus vidas. No quería lastimar a nadie a quien ella había ayudado, así que mantuve la boca cerrada. 
Greyland también informó que no fue la única víctima y fue de hecho una de las personas que denunció a su padre, Walter H. Breen, por abuso de menores, hechos por los que el hombre recibió múltiples condenas. Según lo admitió ella misma, Bradley estaba al tanto del comportamiento de su esposo, aunque decidió no denunciarlo.
Además, le ayudaba a Breen (su esposo en ese momento) a tener acceso y a abusar de múltiples niños pequeños no relacionados, a sabiendas de que era un pedófilo que tenía contacto sexual con niños de apenas ocho años. Tanto ella como su compañera sentimental admitieron tener conocimiento del abuso y deliberadamente evitaron investigar, cuestionar o notificar a las autoridades. Incluso intentó adoptar a un niño en el que Breen estaba interesado sexualmente.
En respuesta a estas acusaciones, el 2 de julio de 2014, Victor Gollancz Ltd, el editor del repositorio digital de Bradley, comenzó a donar todos los ingresos por las ventas de libros electrónicos de Bradley a la organización benéfica Save the Children. Janni Lee Simner donó los anticipos y regalías de sus dos cuentos de Darkover y, a pedido de su esposo, Larry Hammer, el pago por su venta a la revista de Bradley, a la organización estadounidense contra el abuso sexual Rape, Abuse & Incest National Network.
Después de que se hicieron públicas las acusaciones, Greyland y su hermano Mark hablaron extensamente sobre sus experiencias. Varios autores famosos de ciencia ficción han condenado públicamente a Bradley. Entre los primeros estuvo John Scalzi, quien un día después de que se hicieran públicas las acusaciones, las describió como "horripilantes". El ganador del premio Hugo, Jim C. Hines, escribió que el efecto positivo de Bradley en sus lectores y asociados "hace que las revelaciones sobre Marion Zimmer Bradley protegiendo a un violador de niños conocido y abusando sexualmente de su propia hija y otras personas sean aún más trágicas". G. Willow Wilson, ganadora del premio mundial de fantasía, dijo que estaba "sin palabras". Diana L. Paxson, quien colaboró con Bradley en varias novelas y continuó escribiendo novelas ambientadas en la serie Avalon después de la muerte de Bradley, dijo que estaba "conmocionada y consternada al leer las publicaciones de Moira Greyland sobre su madre".